# Gudovačka pisanica
Gudovačka pisanica je uskršnja pisanica, dosad najstariji nalaz takve vrste s područja Hrvatske iz 15. stoljeća. Pisanica je pronađena u fragmentima (njih ukupno 146). Restauracijom i konzervacijom u Hrvatskom restauratorskom zavodu iznijeti su zaključci kako je jaje kokošjeg podrijetla, ukrašeno srcolikim motivima na čokoladno smeđoj podlozi.
Pronađena je 2003. godine na lokalitetu Gudovačka Gradina u Gudovcu kraj Bjelovara. U originalu, bilo je to ukrašeno kokošje jaje, iscrtano voskom motivima srca i obojeno korom od luka. U Gudovcu je kraj Mjesnog doma otvoren trajni postav gudovačke pisanice u ožujku 2024. godine.
Kad je riječ o tituli najstarije, gudovačka ima samo jednog konkurenta – pisanicu koja je nastala u otprilike isto vrijeme u ukrajinskom gradu Lvivu.